# Biogerontologia
Biogerontologia (od. bios „życie“, geron „starzenie“, logos „nauka“) – jest stosunkowo młodą gałęzią nauki i zajmuje się badaniami nad przyczynami starzenia biologicznego oraz konsekwencjami starzenia się organizmów.
Biogerontologia jest niedawno utworzonym, ale stosunkowo szybko rozwijającym się działem biologii, zwłaszcza w najnowszych badaniach nad leczeniem ludzi, którym zajmuje się geriatria. W odróżnieniu od geriatrii, biogerontologia zajmuje się powodami starzenia się organizmów i stara się wypracować możliwe strategie zapobieżenia temu. 
Biologiczne starzenie się organizmów obejmuje na ogół nieodwracalne procesy, które prowadzą nieuchronnie do śmierci organizmu, jego organów lub poszczególnych komórek. Przyjmuje się, że jest to główną przyczyną śmierci organizmu, ponadto zjawiska starzenia odgrywają negatywną rolę w katabolicznym podziale komórek. Obecnie dyskutowane jest ponad 300 różnych przyczyn odpowiedzialnych za starzenie się organizmów.

## Literatura
- Guarente, Partridge, Wallace: Molecular biology of aging. Cold Spring Harbour 2008, ISBN 978-0-87969-824-9
- Tomas Prolla et al.: Science, Bd. 309, S. 481, 2005 (zu: Mutationen in mitochondrialer DNA als Schlüsselfaktoren für das Altern)
- Günter Ahlert: "Altern – Ergebnis ökologischer Anpassung" Karger Vlg. Basel 1996, 67 S., ISBN 3-8055-6361-2
- Robert Zwilling: Das Rätsel der Alterung. Biologie in unserer Zeit 37(3), S. 156 – 163 (2007), ISSN 0045-205X
- Karin Krupinska: Altern und Alter bei Pflanzen. Biologie in unserer Zeit 37(3), S. 174 – 182 (2007), ISSN 0045-205X
- Ludger Rensing: Von welchen zellulären Faktoren wird das Altern bestimmt? Die Grenzen der Lebensdauer. Biologie in unserer Zeit 37(3), S. 190 – 199 (2007), ISSN 0045-205X